# Filtro elimina banda

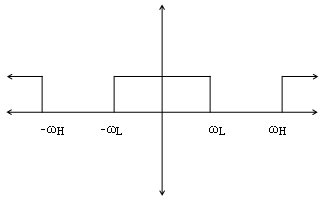
Un filtro generico ideale elimina banda

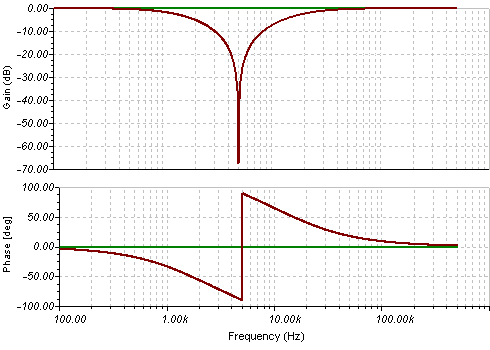
Bode

In elettronica, un filtro elimina banda o filtro notch è un dispositivo passivo che non permette il passaggio di frequenze in un dato intervallo. Il suo funzionamento è l'opposto di un filtro passa banda: elimina una banda con una selettività molto alta, è in grado di attenuare frequenze in un intervallo molto ristretto - (a seconda del suo fattore di merito Q). I filtri notch sono usati per l'amplificazione audio (specialmente per amplificatori e preamplificatori per strumenti musicali come chitarra acustica, chitarra basso, etc.) per ridurre o impedire effetto feedback, senza avere ripercussioni sul resto dello spettro frequenziale. 
Tipicamente, la larghezza della banda eliminata è inferiore a 1 o 2 decadi (cioè la più alta frequenza attenuata è meno di 10 - 100 volte la più bassa frequenza attenuata).

## Circuito RLC come elimina banda
Il circuito RLC è un ottimo filtro elimina banda molto selettivo. Nel caso di un circuito RLC in serie si ha un'impedenza totale data da:
{\displaystyle \mathbf {Z} _{serie}=R+j\omega L+{\frac {1}{j\omega C}}=R+j\left(\omega L-{\frac {1}{\omega C}}\right)}
La pulsazione di risonanza di questo circuito è ricavabile da:
{\displaystyle j\left(\omega L-{\frac {1}{\omega C}}\right)=0\,\,\Rightarrow \,\,\omega _{0}={\frac {1}{\sqrt {LC}}}}
che corrisponde alla frequenza di risonanza:
{\displaystyle f_{0}={\frac {1}{2\pi {\sqrt {L\cdot C}}}}}
cioè alla frequenza in cui la tensione di uscita (ai capi di induttore e condensatore) è minima; quando gli effetti del condensatore e dell'induttore si annullano reciprocamente e tutta la tensione d'ingresso rimane sul resistore. La banda passante si ottiene con un semplice calcolo:
{\displaystyle B_{\omega }=\omega _{2}-\omega _{1}}
Dove le due pulsazioni di taglio si ottengono, per definizione, quando il segnale d'uscita ha una variazione di -3dB cioè imponendo che l'ampiezza della funzione di trasferimento sia uguale a {\displaystyle 1/{\sqrt {2}}}.
Nel caso di un circuito RLC parallelo si ha un'ammettenza totale data da:
{\displaystyle \mathbf {Y} _{parallelo}=G+j\omega C+{\frac {1}{j\omega L}}=G+j\left(\omega C-{\frac {1}{\omega L}}\right)}
La pulsazione di risonanza di questo circuito è uguale a quello per serie:
{\displaystyle \omega _{0}={\frac {1}{\sqrt {LC}}}}
che corrisponde alla frequenza di risonanza:
{\displaystyle f_{0}={\frac {1}{2\pi {\sqrt {L\cdot C}}}}}
cioè alla frequenza in cui la tensione di uscita è minima; quando gli effetti del condensatore e dell'induttore si annullano reciprocamente e tutta la tensione d'ingresso rimane al resistore. La banda passante si ottiene con un semplice calcolo:
{\displaystyle B_{\omega }=\omega _{2}-\omega _{1}}
Dove le due pulsazioni di taglio si ottengono, per definizione, quando il segnale d'uscita ha una variazione di -3dB cioè imponendo che l'ampiezza della funzione di trasferimento sia uguale a {\displaystyle 1/{\sqrt {2}}}.
In entrambi i circuiti RLC la risposta in frequenza presenta un punto di minimo pronunciato in corrispondenza della frequenza di risonanza, nel caso dell'RLC in serie introducendo il fattore di merito {\displaystyle Q={\frac {\omega _{0}L}{R}}}, la larghezza del picco diminuisce all'aumentare di Q, che dipendendo a sua volta da R ed L, si può diminuire R per aumentare Q, però in tal caso si diminuisce anche l'ampiezza. Infatti la banda passante è legata a Q dalla:
{\displaystyle B_{f}={\frac {\omega _{0}}{2\pi Q}}}
e viceversa:
{\displaystyle Q={\frac {\omega _{0}}{2\pi B_{f}}}={\frac {\omega _{0}}{\omega _{2}-\omega _{1}}}}
Nel caso dell'RLC in parallelo il fattore di merito è legato alla banda passante da:
{\displaystyle Q={\frac {R}{\omega _{0}L}}}
e il discorso sopra si inverte, cioè aumentare Q significa aumentare R.

## Circuito RC come elimina banda
I notch RC sono usati esclusivamente in banda audio in quanto le piccole capacità necessarie alle alte frequenze rendono facili le interazioni con il resto del circuito e del telaio.
La maggiore fetta di mercato per i filtri notch BF appartiene alla strumentazione per la misura delle distorsioni e nella eliminazione selettiva di date frequenze (tipicamente quella della linea di rete e della 2ª armonica o l'eliminazione di toni spuri in campo radioamatoriale)
I più noti notch sono i ponti di Wien usati sui distorsiometri più datati come l'HP330-331-334 o l'LDM-171 della giapponese Leader.
Successivamente si sono valutate altre possibilità più efficienti come:
- Doppio T e T-pontato, dotato di un'ottima stabilità nel tempo e nella temperatura con un buon assorbimento della portante usato per es nel distorsiometro HP339A capace di discriminare livelli di distorsione pari a 18 ppm
- Filtri attivi a stato variabile e biquad stabilissimi ma tendenti ad essere più rumorosi degli equivalenti a doppio-T a causa dei molti amplificatori necessari (usato nel distorsiometro HP8903 con i Boonton1120 ed 1121 insieme a tanti altri strumenti soprattutto basati su microprocessore)
- Catena di Filtro passa tutto lievemente più facili da sintonizzare dei biquad (la velocità del Sound Technology 1710A era un riferimento)

Attualmente per misurare bassissime distorsioni si usano Doppio T connessi alla piastra audio dei normali PC in modo da leggere bene la distorsione dopo aver tagliato la portante fino a 100 dB per brevi periodi.